# Herona seneca
Herona seneca är en fjärilsart som beskrevs av Otto Staudinger 1886. Herona seneca ingår i släktet Herona och familjen praktfjärilar. Inga underarter finns listade i Catalogue of Life.